# Protocaptorhinus
Protocaptorhinus is een geslacht van uitgestorven reptielen, dat behoort tot de Captorhinidae. Het leefde in het Vroeg-Perm (290 - 280 miljoen jaar geleden) en zijn fossiele overblijfselen zijn gevonden in Noord-Amerika (Texas, Oklahoma).

## Naamgeving
Protocaptorhinus werd benoemd in 1973 door John Clark en Robert L. Carroll, op basis van holotype MCZ 1478, een fossiele schedel gevonden in Texas, in het Rattlesnake Canyon-gebied (Petrolia-formatie). De typesoort is Protocaptorhinus pricei. De geslachtsnaam betekent 'eerste Captorhinus'. De soortaanduiding eert Llewellyn Ivor Price.
Vervolgens herkende Everett C. Olson in 1984 een ander exemplaar van Protocaptorhinus in een fossiel uit Oklahoma, oorspronkelijk beschreven door Ermine Cowles Case in 1902, bekend als Pleuristion brachycoelus. Andere fossielen die met enige twijfel aan het geslacht Protocaptorhinus worden toegeschreven, werden gevonden in Zimbabwe, in de afzettingen van het Laat-Perm (Gaffney en McKenna, 1979); deze fossielen zouden een aanzienlijke verspreiding van het geslacht impliceren, van de noordwestelijke regio's tot de zuidoostelijke regio's van het supercontinent Pangea, en het voortbestaan van het geslacht gedurende tientallen miljoenen jaren. Vanwege de grote ruimte-tijdscheiding van deze fossielen is het nogal onwaarschijnlijk dat er geen algemene divergentie is geweest van relatief vergelijkbare vormen; het is daarom waarschijnlijk dat Afrikaanse fossielen tot een ander geslacht kunnen behoren. In ieder geval is het opmerkelijk hoe Protocaptorhinus-achtige vormen tot in het Laat-Perm overleefden.

## Beschrijving
Dit kleine dier moet eruit hebben gezien als een gedrongen hagedis. De schedel van het holotype heeft een lengte van 485 millimeter. Binnen de Captorhinidae lijkt Protocaptorhinus een tussenvorm te zijn geweest, vanwege de aanwezigheid van basale en afgeleide kenmerken. De schedel had bijvoorbeeld een groot foramen pineale, een enkele rij tanden, kleine tandjes op de verhemeltebotten en een klein, dun supratemporaal bot dat niet in contact stond met het schedeldak. De schedel van Protocaptorhinus bezat echter ook afgeleide kenmerken, met name met betrekking tot de structuur van de achterste rand van de schedel, met een inham bij de wandbeenderen, die herinnert aan de meest geëvolueerde clade van de captorhiniden, namelijk de moradisauriërs. Andere basale captorhiniden, zoals Romeria, en andere basale reptielen zoals Protorothyris, bezaten een andere morfologie van deze zone. Een ander afgeleid kenmerk is het ontbreken van een retroarticualair uitsteeksel aan de achterste onderkaak.